# 국민가수 (음악 그룹)
국민가수는 2022년 싱글 《국가단 Valentine's Day Special》로 데뷔한 대한민국의 음악 그룹이다.

## 방송
- 내일은 국민가수 (2021)

## 음반
- 국가단 Valentine's Day Special (2022)
- 내일은 국민가수 갈라쇼 (2022)
- 내일은 국민가수 올스타전 (2022)
- 국가단 Special Gift (2022)

## 공연
- 제72회 삿포로눈축제 14th K-POP FESTIVAL2022 (2022)
- 2022 내일은 국민가수 TOP10 전국투어 콘서트 “탄생! 국가단” (2022)